# Rhododendron retrorsipilum
Rhododendron retrorsipilum är en ljungväxtart som beskrevs av Herman Otto Sleumer. Rhododendron retrorsipilum ingår i släktet rododendron, och familjen ljungväxter. Inga underarter finns listade i Catalogue of Life.